# Самарийдиалюминий
Самарийдиалюминий — бинарное неорганическое соединение
самария и алюминия
с формулой Al2Sm,
кристаллы.

## Получение
- Сплавление стехиометрических количеств чистых веществ:

{\displaystyle {\mathsf {Sm+2Al\ {\xrightarrow {1500^{o}C}}\ Al_{2}Sm}}}

## Физические свойства
Самарийдиалюминий образует кристаллы
кубической сингонии, пространственная группа F d3m, параметры ячейки a = 0,79258 нм, Z = 2,
структура типа магнийдимеди MgCu2
.
Соединение конгруэнтно плавится при температуре ≈1500 °C
.